# Bentrop
Bentrop is een dorp in de gemeente Fröndenberg in de deelstaat Noordrijn-Westfalen in Duitsland. Bentrop was tot 1969 een zelfstandige gemeente